# Magno Félix Enódio
Magno Felix Enódio (em latim: Magnus Felix Ennodius) ou simplesmente Santo Enódio foi bispo de Pavia, polígrafo, retórico e poeta latino. Era neto do procônsul da África Félix Enódio.
Ele é considerado um santo, com festa no dia 17 de julho.

## Escritos
Enódio é um dos melhores representantes da tendência dupla (pagã e cristã) da literatura do século V e do clero galo-romano que defendeu a causa da civilização e da literatura clássica contra as invasões da barbárie. Mas sua ansiedade em não ficar para trás em seus modelos clássicos - o principal deles era Virgílio -, sua busca pela elegância e correção gramatical e um desejo de evitar o lugar-comum produziram um estilo túrgido e afetado que, agravado por exageros retóricos e barbáries populares, torna suas obras difíceis de entender. Observou-se que sua poesia é menos ininteligível do que sua prosa.
Os numerosos escritos deste eclesiástico podem ser agrupados em quatro tipos: cartas, misturas, discursos e poemas. Suas cartas sobre uma variedade de assuntos, dirigidas a altos funcionários da Igreja e do estado, são valiosas para a história religiosa e política do período. Das miscelâneas, as mais importantes são:
- O Panegírico de Teodorico, escrito para agradecer ao rei ariano por sua tolerância ao catolicismo e apoio ao Papa Símaco (provavelmente entregue ao rei por ocasião de sua entrada em Ravena ou Milão); como todas as obras semelhantes, é cheio de lisonjas e exageros, mas se usado com cautela é uma autoridade valiosa;
- A Vida de São Epifânio, bispo de Pavia, o mais bem escrito e talvez o mais importante de todos os seus escritos, um retrato interessante da atividade política e da influência da Igreja;
- Eucharisticon de Vita Sua, uma espécie de confissões, à maneira de Agostinho de Hipona;
- A descrição da emancipação de um escravo com formalidades religiosas na presença de um bispo;
- Paraenesis didascalica, um guia educacional, no qual as reivindicações da gramática como preparação para o estudo da retórica, a mãe de todas as ciências, são fortemente insistidas.

Os discursos (Dictiones) versam sobre temas sagrados, escolásticos, polêmicos e éticos. O discurso do aniversário de Laurentino, bispo de Milão, é a principal autoridade para a vida daquele prelado; os discursos escolásticos, exercícios retóricos para as escolas, contêm elogios da aprendizagem clássica, professores e alunos ilustres; o polêmico acordo com acusações imaginárias, os assuntos sendo principalmente emprestados da Controvérsia de Sêneca, o Velho; as arengas éticas são colocadas na boca de personagens mitológicos (por exemplo, a fala de Tétis sobre o corpo de Aquiles).
Entre os poemas podem-se citar dois Itinerários, descrições de uma viagem de Milão a Brigantium e de uma viagem no rio Pó; um pedido de desculpas pelo estudo da literatura profana; um epithalamium, no qual o amor é apresentado como um cristianismo execrador; uma dúzia de hinos, à maneira de Ambrósio, provavelmente destinados ao uso da igreja; epigramas sobre vários assuntos, alguns sendo epigramas propriamente ditos - inscrições para tumbas, basílicas, batistérios - outros imitações de artes marciais, peças satíricas e descrições de cenários.